# Lindöberget
Lindöberget är ett kommunalt naturreservat i Köpings kommun i Västmanlands län.
Området är naturskyddat sedan 1981 och är 44 hektar stort. Reservatet omfattar Lindöberget och ett område vid östra stranden av Köpingsåns utlopp i Mälaren. Reservatet består på berget av ekar, lindar, asp och hassel och någon tall och vid stranden av vass och klibbal som fungerar som en fågellokal. 